# Schottische Koloristen
Als Schottische Koloristen, englisch Scottish Colourists, wird eine Gruppe von vier in Schottland geborenen post-impressionistischen Malern bezeichnet. Obwohl ihre Bilder zum Zeitpunkt ihrer Entstehung und erstmaligen Präsentation in den 1920er- und 1930er-Jahren keine besonders große Beachtung fanden, wird ihnen ein erheblicher Einfluss auf die Werke gegenwärtiger schottischer Künstler zugesprochen.
Francis Cadell, Samuel Peploe, George Hunter und John Duncan Fergusson werden allgemein unter dieser Bezeichnung zusammengefasst. Ihre Werke werden in verschiedenen Galerien in Großbritannien gezeigt; die Aberdeen Art Gallery in Aberdeen, die Fergusson Galerie in Perth und die Scottish National Gallery of Modern Art in Edinburgh besitzen Bilder dieser Künstler. Außerdem hat sich die auf schottische Malereien des zwanzigsten Jahrhunderts und der heutigen Zeit spezialisierte Portland Gallery in London weitgehend auf die Arbeiten dieser vier Maler konzentriert.
2012 startete die Scottish National Gallery of Modern Art eine den Scottish Colourists gewidmete Ausstellungsreihe.

## Ausstellungen
- 2011–2012 The Scottish Colourists and their Circle, Modern Two Scottish National Gallery of Modern Art, 22. Oktober 2011 bis 18. März 2012
- 2025 The Scottish Colourists: Radical Perspectives, Dovecot Studios, Edinburgh, 7. Februar 2025 bis 28. Juni 2025